# 布賴斯 (印第安納州)
布賴斯（英語：Brice）是位於美國印地安納州傑伊縣的一個非建制地區。該地的面積和人口皆未知。